# Zosterops natalis
El anteojitos de la Christmas (Zosterops natalis) es una especie de ave paseriforme de la familia Zosteropidae endémica de la isla de Navidad. Su hábitat natural son los bosques y zonas de matorral tropical. Está amenazado por la pérdida de su hábitat.